# Гней Афраний Декстер
Гней Афраний Декстер (лат. Gnaeus Afranius Dexter) — римский государственный деятель начала II века.
Происходил из рода Афраниев. В мае 105 года Декстер был назначен на должность консула-суффекта вместе с Гаем Юлием Квадратом Бассом. Однако, 24 июня он покончил с собой или был убит во время исполнения своих полномочий.